# 马都拉人
馬都拉族（印尼语：Orang Madura），是印度尼西亞的民族之一。主要分佈在爪哇島東北方的馬都拉島，以及東爪哇省地區。總人口大約有703萬人。馬都拉族使用的語言為馬都拉語，也通用印尼語。大多數人都信奉伊斯蘭教。
馬都拉族有著獨特的民族文化鬥牛和賽牛。他们多次在婆罗洲与達雅族互相爭鬥，特别是2001年中加里曼丹種族衝突事件。